# Герб Рокитнянського району
Герб Рокитнянського району — офіційний символ Рокитнянського району, затверджений 10 квітня 2003 р. рішенням сесії районної ради.

## Опис
Щит розтятий на зелене і червоне поля; на першому полі срібна хвиляста балка супроводжується вгорі трьома перехрещеними золотими гілочками верби-рокити, середньою квітучою, знизу — золотим снопом; на другому полі срібний слов'янський воїн-ант, обернений вліво, цілиться з лука.